# 120 Eskadra IAF
120 Eskadra (Międzynarodowa) – transportowa eskadra Sił Powietrznych Izraela, bazująca w Lod i Newatim w Izraelu.

## Historia
Eskadra została sformowana w 1962 i składała się z samolotów transportowych C-47 Dakota, do których w następnych latach dołączyły latające cysterny KC-97 Stratotanker.
W 1971 eskadra otrzymała 2 samoloty transportowe C-130 Hercules, ale zostały one szybko przekazane do 113 Eskadry. W połowie lat 70. zaczęły przychodzić pierwsze samoloty Boeing 707 w różnych wersjach użytkowych. Począwszy od 2005 eskadra używa wyłącznie samolotów Boeing 707 w różnych wariantach (w tym rozpoznawczych i transportowych) oraz samoloty dyspozycyjne Westwind.

## Wyposażenie
Na wyposażeniu 120 Eskadry znajdują się następujące samoloty:
- samoloty Boeing 707 w różnych wariantach,
- samoloty dyspozycyjne Westwind.